# Шерп (всюдихід)
SHERP — всюдихід-амфібія і снігоболотохід на шинах наднизького тиску.

## Історія
Всюдихід SHERP було створено на базі прототипа, розробленого петербурзьким інженером-винахідником Олексієм Гарагашьяном. Пізніше український бізнесмен Володимир Школьник придбав у нього права на виробництво всюдихода. Для доробки концепції для серійного виробництва у 2012 році він створює конструкторське бюро у Києві.
У січні 2014 року Гарагашьян і Школьник засновують у Санкт-Петербурзі компанію з виробництва всюдиходів. Завод було відкрито у грудні того ж року. Випуск машин розпочався у 2015 році. На той час у Школьника вже був невеликий інжиніринговий центр під Києвом, де розробку Гарагашьяна дороблювали.
У лютому 2016 року Шерп з'явився на британському шоу Top Gear, після чого автомобілем зацікавились на Заході. У зв'язку із зростом попиту компанія запустила друге виробництво SHERP у Києві. Згідно з висновками Київської торгово-промислової палати, за перші 10 місяців 2018 року Київський завод виготовив 89 машин, а чисельність робітників складало 122 людини.
На сьогоднішній день всюдиходи SHERP виготовляються на двох заводах — в Росії (для російського ринку) та в Україні (на експорт). Крім того, машини використовують в МНС Росії та ДСНС України.
У серпні 2020 року Володимир Школьник заявив про закриття українського виробництва всюдихода і переносу його в Європу, втім на офіційному сайті компанії SHERP зазначено що розробником всюдиходів SHERP є українська компанія ТОВ «Квадро Інтернешнл» (м.Київ), яка виготовляє всюдиходи під брендом «Богун» для ДСНС України.

## Моделі

### SHERP

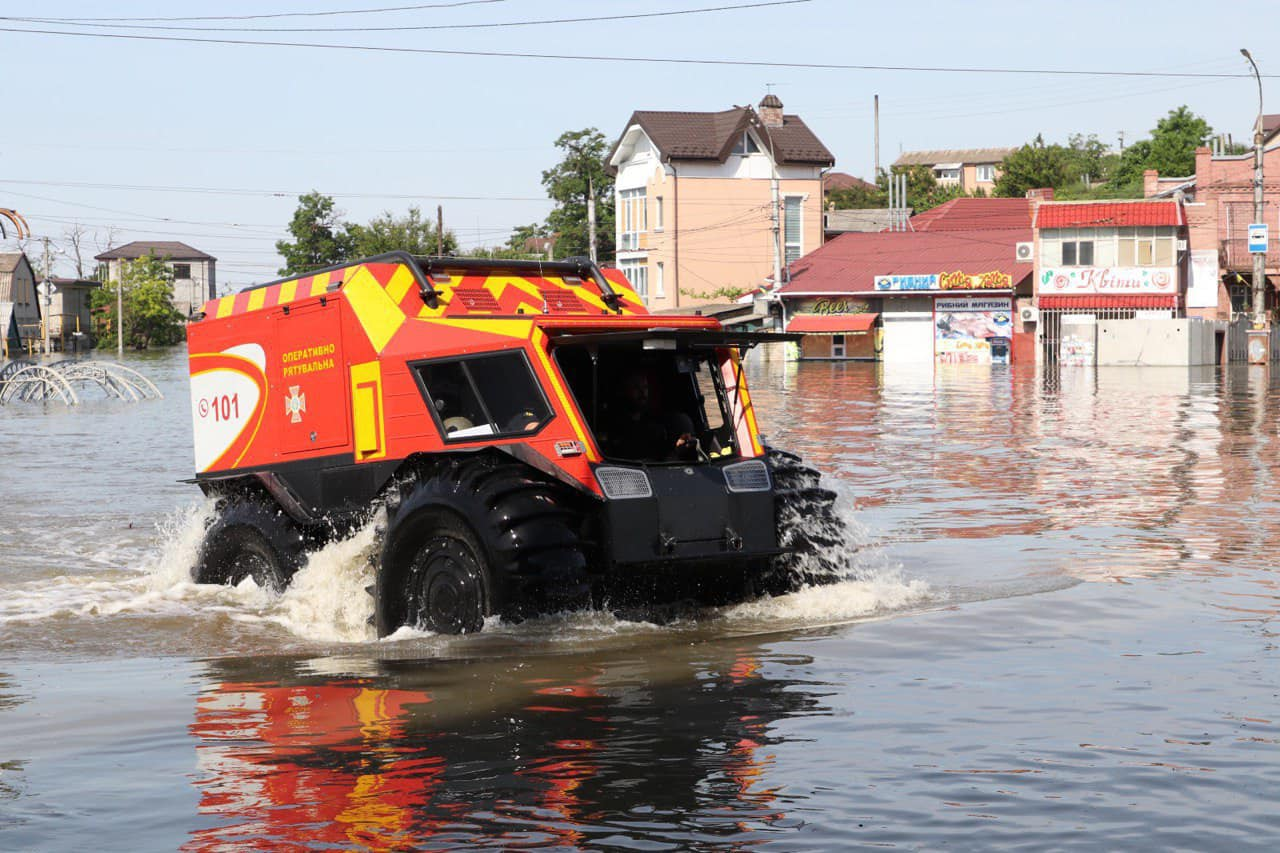
Рятувальники ДСНС на Херсонщині після підриву Каховської ГЕС

«SHERP» — міжнародний бренд і базова версія.
У колесах SHERP є спеціальні баки, в кожному з яких — по 50 літрів пального.
Діаметр коліс — 160 см. 

### Богун
«Богун» і «Богун-2» — моделі SHERP для ДСНС України.
Екіпаж складається з п'яти рятувальників і водія. Також є два місця для потерпілих на ношах. Попереду два місця — для водія й пасажира. Позаду — ще чотири місця, а також двоє спеціальних твердих нош з відповідними пристроями для постраждалих, що дають змогу підняти потерпілих для евакуації на гелікоптері, якщо той не зможе приземлитися. Є два гідрокостюми для рятувальників, у яких можна витримати температуру до -40 градусів.
Автомобіль оснащений спеціальним звуковим сигнальним пристроєм, світлодіодними фарами та стробоскопами, відеореєстратором з камерою заднього огляду, монітором і GPS-навігатором, радіостанціями, обігрівачем, бензопилою, мотузками, лебідкою, світлодіодними акумуляторними ліхтарями, аптечкою, каністрами, вогнегасниками, акумулятором, причепом, ношами, інструментами та запчастинами.
Після підриву Каховської ГЕС 6 червня 2023 року рятувальники ДСНС використовували автомобілі у пошуково-рятувальних роботах.

### Таха
«Таха» (англ. «Taha») — бренд під яким всюдиходи SHERP виготовляються ТОВ «Тахал» (м.Київ) для потреб військових на український ринок.

## Фотогалерея

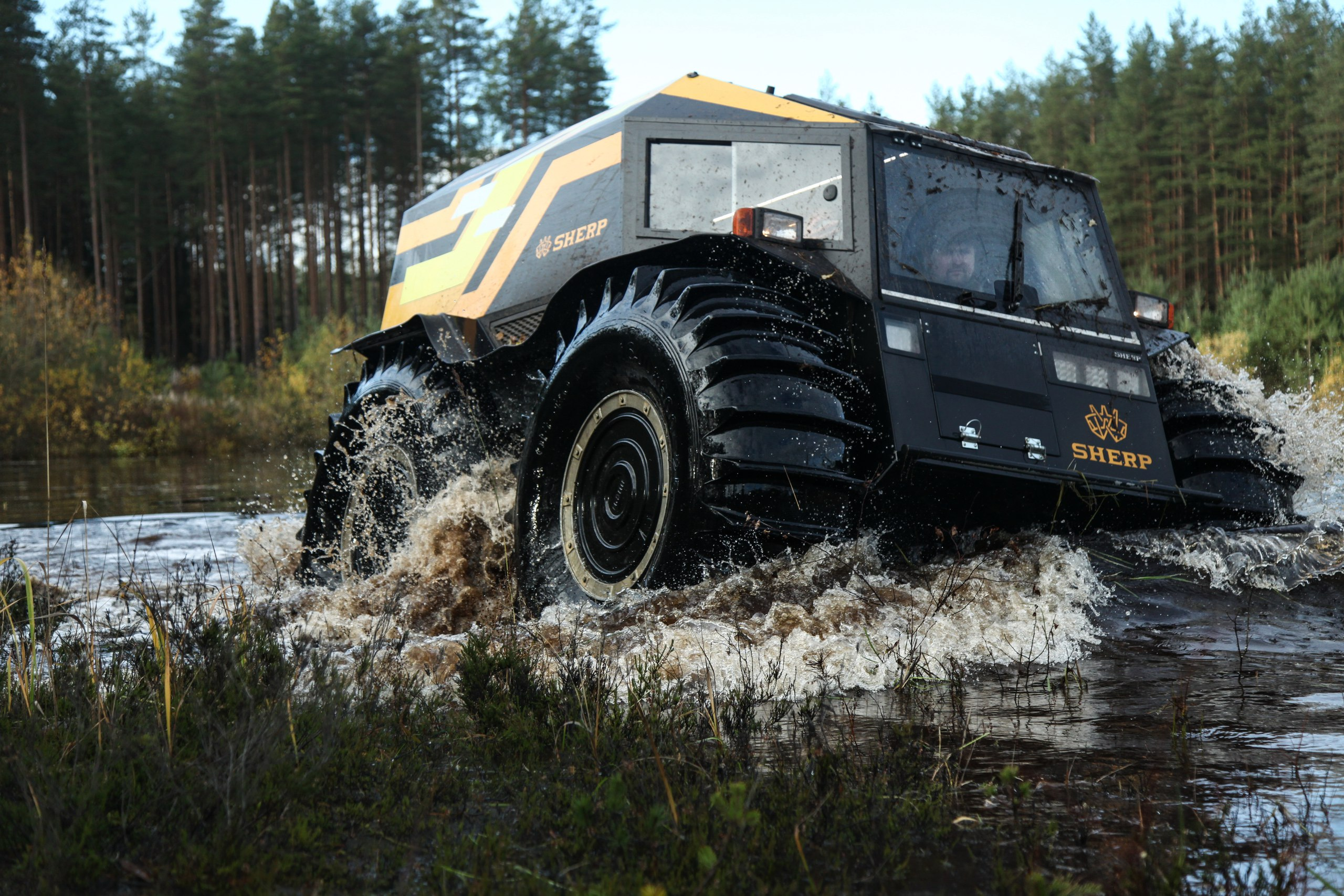
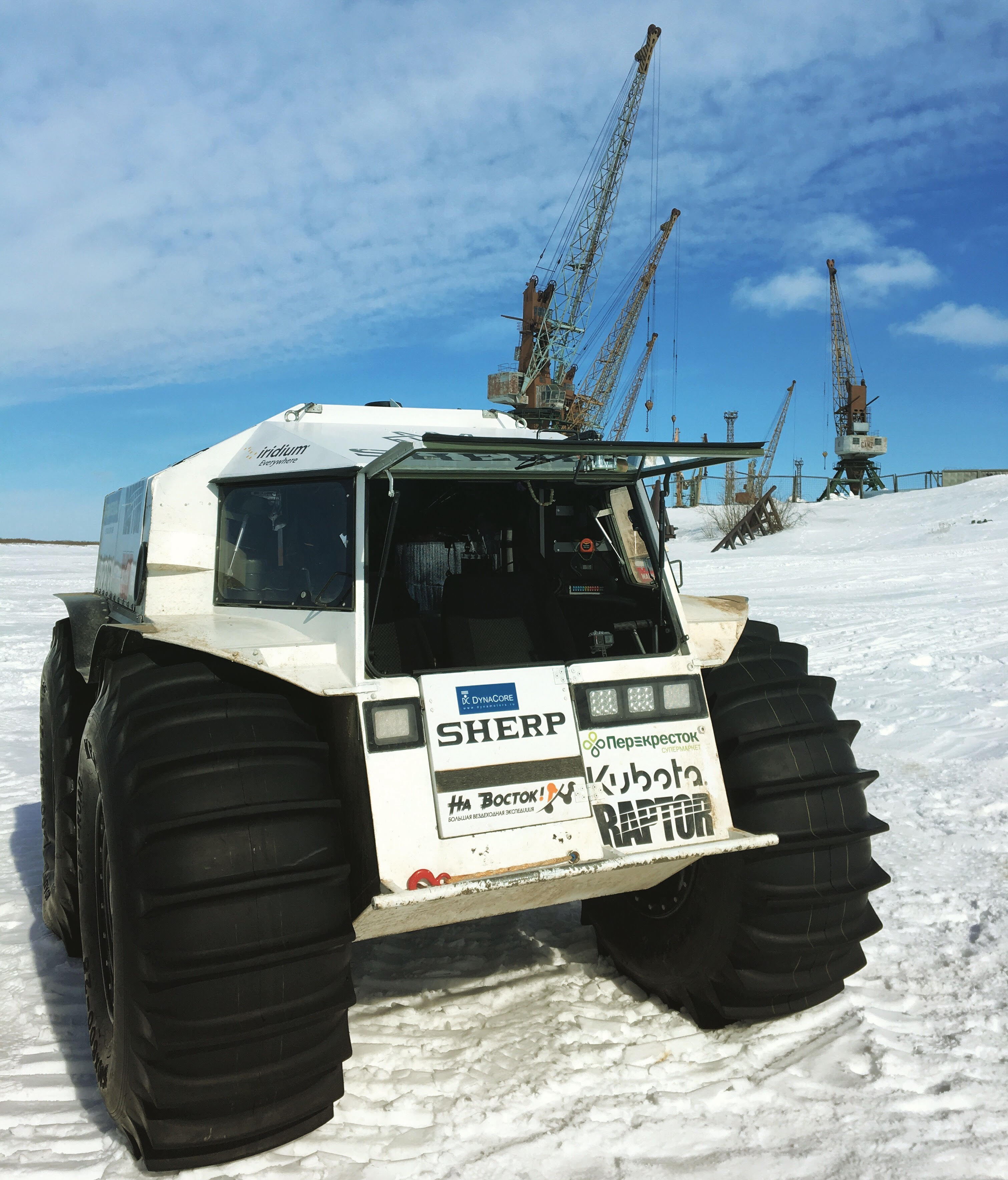
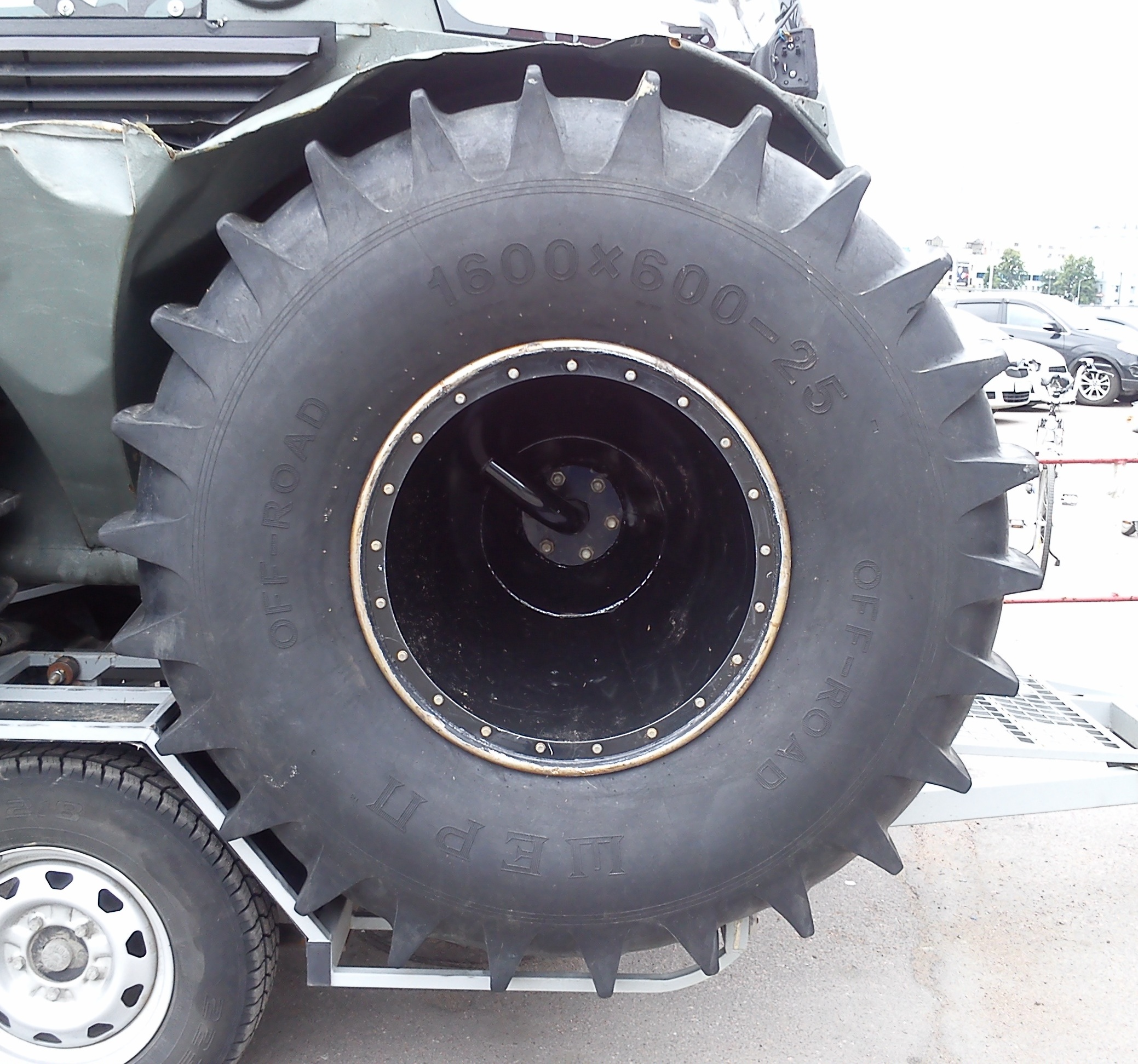